# Château-Grillet
Château-Grillet ist eine Weinlage mit eigener Appellation d’Origine Contrôlée für Weißwein im nördlichen Teil des französischen Rhônetals. Der zusammenhängende Weinberg mit einer Fläche von 3,8 Hektar Größe verteilt sich auf die zwei Gemeinden Saint-Michel-sur-Rhône und Vérin. Er befindet sich auf der orographisch rechten Seite der Rhone und ist eingebettet in das Anbaugebiet von Condrieu.
Seit dem 8. Dezember 1936 genießt dieses kleine Gebiet den Status einer Appellation d’Origine Contrôlée (kurz AOC). Sie ist nach der Grand-Cru-Lage La Romanée im Burgund und Romanée-Conti eine der kleinsten Appellationen Frankreichs. Der Weinberg war seit dem Jahr
1820 im Besitz der Familie Neyret-Gachet und wurde im März 2011 über die Pinault-Holding Artemis an den französischen Großindustriellen François Pinault verkauft, der über Artemis bereits weitere Weingüter gekauft hat, darunter das legendäre Château Latour im Bordelais. Daraus ergibt sich die seltene Situation, dass eine komplette Appellation im Besitz eines einzigen Eigentümers ist. Das Weingut heißt Château Grillet (ohne Bindestrich).

## Boden, Klima und Weinbereitung
Der Weinberg ist auf extrem steilen Terrassen bis zu 150 Meter über der Rhône angelegt. Er liegt auf einer Höhe von 165 bis 250 m und formt einen kleinen Talkessel mit optimaler Süd-Süd-Ost-Ausrichtung. Er ist dadurch vor kalten Nordwinden geschützt und besitzt ein warmes Mikroklima mit ausgeglichenen Niederschlagsmengen. Das Wort Grillet kommt ursprünglich vom französischen Wort grillé (gegrillt oder geröstet) und spielt damit auf die sonnenverwöhnte Lage an. Der Unterboden besteht aus einem Granit, der reich an Glimmer ist. Dessen Verwitterungsprodukt, ein Sand-Ton-Gemisch, bildet den Weinbergsboden.
Im Jahr 2022 waren ca. fast 4 Hektar Rebfläche in Produktion, auf denen 75 Hektoliter Weißwein erzeugt wurden – also 10.000 Flaschen. Im Mittel liegt der Hektarertrag bei ca. 26 Hektolitern, deutlich unter der erlaubten Höchstgrenze von 37 hl / ha. Der niedrige Ertrag ist auch eine Folge des hohen Alters der Reben. Die Anpflanzungen sind 40 bzw. 80 Jahre alt. Zugelassen ist nur eine einzige Rebsorte: die sehr aromatische Viognier.
Der Wein wird 15–20 Tage lang bei vergleichsweise hohen Temperaturen von 20 bis 25 °C vergoren. Im Anschluss an die Malolaktische Gärung wird er dann mindestens 18 Monate, meist jedoch 24 Monate in überwiegend gebrauchten Eichenfässern ausgebaut. Ein Barriquegeschmack wird nicht angestrebt. Durch diese Art der Vinifikation und den Fassausbau geht dem Viognier zwar seine überragende Fruchtigkeit verloren, er gewinnt aber an Langlebigkeit. Von den intensiv-fruchtigen Weinen des umliegenden Gebietes Condrieu unterscheidet er sich somit erheblich. Ein reifer Château-Grillet entwickelt ein an Honig, Quitten, Pfirsiche und geröstete Mandeln erinnerndes Bukett.

## Geschichte
Der schon im 17. und 18. Jahrhundert in vielen Reiseberichten viel gelobte Weißwein begeisterte unter anderem den Mathematiker Blaise Pascal und den US-amerikanischen Präsidenten Thomas Jefferson.
Der Château-Grillet besaß damals aber einen anderen Charakter: Bis zum Ende des 19. Jahrhunderts wurde er überreif gelesen und süß ausgebaut.
Im Zuge der Reblaus- bzw. der Weltwirtschaftskrise wurden die schwer zu bearbeitenden Weinberge von Condrieu großenteils aufgelassen – erst in den 1980er Jahren begann dort die Renaissance. Der hervorragende Ruf bewahrte Château-Grillet vor diesem Schicksal. Durch die niedrigen Erträge, den aufwändigen Ausbau und die Monopollage ist der Wein teuer und ab Château kaum für unter 30 €/Flasche zu haben.
Auf wenig Begeisterung stoßen die Weine des Château-Grillet beim amerikanischen „Weinpapst“ Robert Parker. Der Grund hierfür dürfte darin liegen, dass lediglich 25 % der Produktion exportiert werden.